# Adolphe Nshimirimana
Pour les articles homonymes, voir Nshimirimana.
Adolphe Nshimirimana, assassiné le 2 août 2015 à Bujumbura lors d'un attentat à la roquette, est un dignitaire du régime de Pierre Nkurunziza. Membre de la rébellion du CNDD-FDD durant la guerre civile burundaise, il accède  à d'importantes responsabilités dès l'accession au pouvoir de Pierre Nkurunziza : chef d’état-major adjoint de l’armée burundaise puis directeur du Service national de renseignement (SNR) de 2004 à 2014 avant de devenir conseiller principal chargé de mission auprès du Président.
Selon plusieurs ONG de défense des droits humains, il serait impliqué dans des exécutions extrajudiciaires, des enlèvements ainsi que dans l'affaire du viol et de l'assassinat de trois religieuses italiennes début septembre 2014,. Il est également considéré comme le probable chef officieux des Imbonerakure,.